# Боровик Анатолій Миколайович
Боровик Анатолій Миколайович (нар. 20 липня 1949 р.) — доктор історичних наук, професор.

## Життєпис
У 1968 р. закінчив Путивльське педагогічне училище Сумської області та отримав спеціальність учителя початкових класів загальноосвітньої школи. З 1970 по 1975 р. навчався у Київському державному педагогічному інституті імені О. М. Горького і отримав спеціальність учителя історії і суспільствознавства середньої школи, До жовтня 1982 р. працював учителем загальноосвітніх шкіл на Чернігівщині. У жовтні 1982 р. за конкурсом був обраний на посаду викладача кафедри історії СРСР та УРСР Чернігівського педінституту імені Т. Г. Шевченка. У квітні 1987 р. у Спеціалізованій вченій раді Київського державного університету імені Тараса  Шевченка захистив дисертацію на здобуття наукового ступеня кандидата історичних наук на тему «Партійно-радянська преса як джерело дослідження проблем партійного будівництва (1917—1920 р р.)». У вересні 1991 р. Державним комітетом з народної освіти СРСР присвоєно вчене звання доцента.
З вересня 1989 р. до серпня 1999 р. працював на посаді завідувача кафедри, доцента кафедри педагогіки і методики викладання історії і права. З вересня 1999 р. до вересня 2002 р. — докторант Чернігівського педуніверситету імені Т. Г. Шевченка.
У жовтні 2005 р. в Спеціалізованій вченій раді Харківського національного університету імені В. Н. Каразіна захистив дисертацію на здобуття наукового ступеня доктора історичних наук на тему «Українізація загальноосвітніх шкіл за часів виборювання державності (1917—1920 рр.)». У лютому 2007 р. рішенням Атестаційної колегії Міністерства освіти і науки України присвоєно вчене звання професора.
З липня 2004 р. до січня 2020 р. — завідувач кафедри педагогіки і методики викладання історії та суспільних дисциплін, з січня 2020 р. — професор кафедри.
З 2006 р. заступник голови Спеціалізованої вченої ради К 79.053.01 із захисту дисертацій на здобуття наукового ступеня кандидата історичних наук за спеціальностями 07.00.01 — історія України та 07.00.02 — всесвітня історія у Чернігівському національному педагогічному університеті імені Т. Г. Шевченка.
Член редакційних колегій часописів «Сіверянський літопис», «Сумська старовина».

## Сфера наукових інтересів
Історія України, історія освіти та методика навчання історії

## Наукові роботи
А. Боровику належить понад 100 наукових і науково-методичних публікацій. Серед них:
- Українізація загальноосвітньої школи: перші кроки. — Чернігів: КП Вид-во «Чернігівські обереги», 2003. — 270 с.
- Українізація загальноосвітніх шкіл за часів виборювання державності (1917—1920 рр.) — Чернігів: КП Вид-во «Чернігівські обереги», 2008. — 368 с.
- Історія Чернігівського національного педагогічного університету у біографіях його керівників. — К.: СПД Чалчинська Н. В., 2016. — 416 с.(у співавторстві з М. Боровиком)
- Чернігівський державний педагогічний інститут в системі підготовки педагогічних кадрів (1954—1998 рр.) К.: «Видавництво Людмила», 2019. 272 с. (у співавторстві з М.Боровиком).
- Та інші.

## Викладацька діяльність
- Викладає навчальні курси: методичні основи організації навчання історії, методика навчання історії у ЗВО, методика навчання історії у старшій школі.